# Patio Maravillas
El Patio Maravillas en un espai ocupat, descrit pels seus promotors com a "espai polivalent autogestionat", que ha estat situat en tres edificis diferents de la ciutat espanyola de Madrid, tots ells al barri Universidad, l'antic barri de Maravillas, conegut a partir de finals del segle XX com Malasaña, en el districte Centro de la ciutat.

## Història
Va començar la seva història en un antic col·legi ocupat, situat al carrer Acuerdo 8, al cèntric barri madrileny de Malasaña. El col·legi d'Acuerdo 8 portava set anys tancat quan l'estiu de 2007 es va ocupar i van començar a organitzar-s'hi activitats. Les seves jornades de presentació van tenir lloc els dies 4, 5, 6 i 7 d'octubre de 2007, tres mesos després de la seva obertura. El 22 de gener de 2009 va ser el dia assenyalat per l'Audiència Provincial de Madrid perquè la policia desallotgés el centre, segons el comunicat de desallotjament per les 9 del matí. No obstant això la concentració d'entorn de 200 persones al carrer limítrof a l'edifici abans del desallotjament, va aconseguir que finalment no es produís fins a l'any següent. En el matí del 5 de gener de 2010 el Patio Maravillas va ser desallotjat sense previ avís per la Policia Nacional de l'edifici del carrer Acuerdo. En el desallotjament no es van produir enfrontaments entre la policia i les persones que formen part del Patio.
Com a protesta es va convocar una concentració de repulsa aquest mateix dia a les 20:00 a la qual van acudir unes 800 persones. Després d'una pancarta la concentració es va mobilitzar sense rumb conegut cap al calle del Pez quan, a l'altura del número 21, es va produir una nova ocupació en un immoble d'habitatges que estava abandonat durant anys. Després de més d'un lustre al carrer del Pez, l'11 de juny de 2015 la policia va desallotjar l'immoble, entre protestes de veïns i simpatitzants del moviment del Patio Maravillas. Després d'unes hores van ocupar un immoble en el número 9 del carrer Divino Pastor.

## Activitats
En aquest centre, de lliure accés, es desenvolupen diverses activitats permanents com el taller de reparació de bicicletes de la Bicicritica, projeccions de vídeo i documentals («Cinema Maravillas»), un laboratori d'activisme AKA Hamlab-Hacklab, una cabina telefònica fora de l'edifici amb trucades nacionals i internacionals gratuïtes, una cafeteria com a espai de trobada i d'intercanvi cultural i social, classes d'anglès, classes de suport, taller de contes i escriptura, «punt subversiu» (tertúlia política i feminista mentre teixeixen), la «chikiasamblea» (ludoteca i activitats infantils), taller de fotografia, assessoria jurídica, taller de rap, classes de tango i el taller d'art urbà.
Hi han tingut lloc reunions de diferents col·lectius: moviments assemblearis relacionats amb el 15-M i trobades internacionals d'activistes, així com ha estat centre d'operacions de la plataforma Guanyem Madrid, integrant de la coalició electoral Ara Madrid. El col·lectiu també ha gestionat horts ecològics, en concret al carrer Antonio Grilo 8, conegut com a Jardín Maravillas.
A més hi ha col·lectius de teatre, pintura, música, audiovisuals o immigració que es reuneixen, assagen i realitzen diferents activitats. També es duen a terme esdeveniments puntuals, com concerts, exposicions, trobades amb els veïns o xerrades sobre sanitat i consum. En aquest espai han actuat entre altres grups i solistes Grande-Marlaska, Amparanoia o Fermín Muguruza.

## Crítiques veïnals
Malgrat el que afirmen els propis promotors del centre, existeix malestar entre alguns veïns, segons ells, a causa de la falta de civisme (sorolls, brutícia, etc.) associada al centre des de la seva ocupació, i més recentment a l'incompliment d'un pacte de convivència establert el juny de 2009 i denunciat una associació veïnal. Tot i això, no eren tots els veïns els que estaven en desacord amb la utilitat que li van donar a aquest col·legi madrileny i dos de les més importants associacions veïnals de Malasaña recolzaven el manteniment del centre social autogestionat. Moltes d'aquestes opinions es poden veure en el Documental Calle del Acuerdo 8 elpatio.